# Natronobacterium
A Natronobacterium a Halobacteriaceae családba tartozó Archaea nem.  Az archeák – ősbaktériumok – egysejtű, sejtmag nélküli prokarióta szervezetek. Extrém halofil és alkalofil élőlény. Növekedéséhez az optimális sókoncentráció 20%, és az optimális pH 10.

## Fordítás
- Ez a szócikk részben vagy egészben  a   Natronobacterium című angol Wikipédia-szócikk fordításán alapul.  Az eredeti cikk szerkesztőit annak laptörténete sorolja fel. Ez a jelzés csupán a megfogalmazás eredetét és a szerzői jogokat jelzi, nem szolgál a cikkben szereplő információk forrásmegjelöléseként.

### Tudományos folyóiratok
- Oren A (2000). „International Committee on Systematic Bacteriology Subcommittee on the taxonomy of Halobacteriaceae. Minutes of the meetings, 16 August 1999, Sydney, Australia”. Int. J. Syst. Evol. Microbiol. 50, 1405–1407. o. PMID 10843089.
- Tindall BJ (1984). „Natronobacterium gen. nov. and Natronococcus gen. nov., two new genera of haloalkaliphilic archaebacteria”. Syst. Appl. Microbiol. 5, 41–57. o. DOI:10.1016/S0723-2020(84)80050-8.

### Tudományos könyvek
- Gibbons, NE.szerk.: RE Buchanan and NE Gibbons, eds.: Family V. Halobacteriaceae fam. nov., Bergey's Manual of Determinative Bacteriology, 8th, Baltimore: The Williams & Wilkins Co. (1974. március 20.)
- Madigan, Michael T., et al.  Brock Biology of Microorganisms.  13th ed.  Benjamin Cummings: San Francisco, 2012.  p. 38.

### Tudományos adatbázisok
- Natronobacterium PubMed hivatkozásai
- Natronobacterium PubMed Central hivatkozásai
- Natronobacterium Google Scholar hivatkozásai